# 스위트홈 시즌 3
《스위트홈 시즌 3》(영어: Sweet Home 3)는 넷플릭스에서 2024년 7월 19일에 방송된 대한민국의 드라마이다.

## 기획의도
괴물화의 끝이자 신인류의 시작을 비로소 맞이하게 된 세상, 괴물과 인간의 모호한 경계 사이에서 선택의 기로에 놓인 이들의 더 처절하고 절박해진 사투를 그린 넷플릭스 시리즈

## 제작진

### 연출
- 이응복

- 박소현

## 출연

### 주요 인물
- 송강 : 차현수 역 - 괴물의 내면을 들여다볼 수 있는 능력을 가지게 되지만, '서이경'을 구하는데 너무 많은 에너지를 쓴 탓에 깊은 잠에 빠진다. 깨어나 보니 이미 괴물에 잠식되어 버린 채 인간으로서의 자아를 상실해 버렸다. 인간으로 돌아올 수 있게 도와주겠다는 '이은유'가 묘하게 거슬린다.
- 이진욱 : 편상욱 역 - 자신과 같은 존재인 특수감염인들과 함께 살아가던 중, '서이경'이 낳은 자신의 딸이 스타디움에 머물고 있다는 소식을 듣는다. 마침 갈아탈 몸을 찾고 있던 '편상욱'은 더 강한 힘, 더 완벽한 신체를 가진 그 아이의 몸을 차지 하기 위해 스타디움으로 향한다.
- 이시영 : 서이경 역 - 분명 괴물이 되었는데, 정신을 차려보니 다시 인간의 모습으로 돌아왔다. '아이'를 끝까지 지키지 못했다는 죄책감과 미안함에 사과하려고 하지만 정작 '아이'는 사라져 버렸다. 만나서 해줘야 할 말이 많은데, 생각해보니 '아이'가 갈 곳이라고는 스타디움 뿐이다.

### 스타디움 외부 인물
- 고민시 : 이은유 역 - 괴물로 변한 '서이경'을 구한 '차현수'에 안도한 것도 잠시, 다시 눈을 뜬 '차현수'는 더 이상 자신이 알던 '차현수'가 아니다. '차현수'를 포기할 수 없는 '이은유'는 '서이경'이 향한 스타디움으로 그를 데리고 떠난다. 그런데 그토록 찾아 헤매던 오빠 '이은혁'이 낯선 타인처럼 눈앞에 나타났다.
- 이도현 : 이은혁 역 - 모두가 죽었다고 생각했지만 신인류가 되어 돌아왔다, 분명 겉모습은 똑같은데, 과거의 기억만 가지고 있을 뿐, 아무런 감정도 느끼지 못한다. 스타디움으로 향하던 중 '차현수'와 '이은유'를 만나게 되고 함께 움직인다.
- 김시아 : 아이 역 - 특수감염인 '남상원'과 인간 '서이경'의 사이에서 태어난 딸, 인간과 괴물의 경계에 선 '아이'는 심상치 않은 능력을 가졌다. 스타디움에 홀로 남아 엄마를 기다리던 중, 자신을 두려워 하는 엄마와 다르게 자신의 능력을 믿어주고 인정해주는 아빠가 나타난다.
- 현봉식 : 왕호상 역
- 채원빈 : 하니 역
- 김지안 : 윤자영 역
- 임형국 : 황치성 역

### 스타디움 인물
- 김신록 : 지 반장 역
- 최고 : 김영수

### 수호대
- 유오성 : 탁인환 역 - 스타디움에 남은 인원을 통솔하고 있지만 남은 시간이 별로 없다, '김영후'가 돌아오면 스타디움을 맡기고 떠날 준비를 하고 있는 '탁상사'를 찾아온 건 '편상욱'과 그의 추종자들. 사람들을 공격하며 순식간에 스타디움을 공포로 몰아넣은 '편상욱'에 화가 치밀어 오른다. 어떻게든 지켜내야만 한다.
- 김무열 : 김영후 역 - UDT 출신 중사, 밤섬 실험실에서 겨우 살아남았지만, 부대원들의 죽음은 막지 못했다. 슬픔을 뒤로 한 채, 괴물의 습격으로부터 사람들을 지키기 위해 다시 스타디움으로 향한다. 스타디움에서 전에는 충돌했었던 '탁상사'와 재회하고, 그와 함께 생존한 사람들을 지키고자 한다.
- 진영 : 박찬영 역 - 스타디움을 떠난 '이은유'와 함께 다니면서 '차현수'를 만났다, 괴물로 변한 '서이경'을 구한 '차현수'는 뭔가 다르다고 생각했으나, 다시 마주한 그는 완벽하게 괴물에 잠식되어 위험한 존재가 되어버렸다. 더 이상 '차현수'와 함께 할 수 없다는 사실을 부정하는 '이은유'가 밉다.

### 정부
- 오정세 : 임 박사 역 - 밤섬에서 초면인 사람이 자신을 '남상원'이라고 소개하자, 친구이자 MH-1이라고 불렸던 첫 번째 실험체인 '남상원'이 다른 몸으로 옮겨 살아남았다는 흥미로운 사실을 알게 된다. 자신을 죽일 거라 생각했던 '남상원'이 '편상욱'의 모습으로 오히려 고마움을 표하자, 미심쩍지만 우선 그와 함께 동행하기로 한다.